# Књига чуда
Kitāb al-Bulhān (арап. كتاب البلهان), или Књига чуда, је арапски рукопис из 14. и 15. века који је саставио Хасан Есфахани (Abd al-Hasan Al-Isfahani) а вероватно укоричен током владавине Јалаирид султана Ахмада (1382–1410) у Багдаду.
Садржај књиге обухвата појмове из астрономије, астрологије и геомантике, укључујући део илустрација на целој страни, са плочама посвећеним теми дискурса, нпр. народна бајка, знак зодијака, пророк, итд.

## Галерија
- Човек на камилу, убија змију копљем.
- Тиберијева купатила. Мушкарци се купају док демони чувају пећ.
- Александријски светионик
- Велики зид Год и Мегог
- Јарац (зодијак) или al-Gadī, један од знакова приказаних у књизи.
- Вага (зодијак)
- Kitab al-Bulhan